# ИСУ-152
ИСУ-152 је совјетски јуришни топ у употреби од 1943. до 1970их. ИСУ-152 је било једно од најјачих самоходних артиљеријских оруђа у наоружању Црвене армије током Другог светског рата. Произведена 1943. на шасији тенка КВ-1 под ознаком СУ-152, ова самохотка је током 1944. прерађена за шасију тешког тенка ЈС-2 и добила је ознаку ИСУ-152. Била је одлично оклопљена и наоружана топом калибра 152 mm, који је користио дводелне гранате велике разорне моћи. Због своје способности да без проблема избаци из строја најтеже немачке тенкове и самоходне топове као што су Тигар, Пантер и Елефант, совјетски војници наденули су јој надимак „Зверобој“ (убица звери).

## Развој
15. априла 1942. у пленуму артиљеријског комитета, где је предложен развој јуришног топа за подршку пешадије, потврђена је неопходност развоја јуришног топа који је способан да уништи непријатељске утврђене положаје. Ти јуришни топови требало је да буду наоружани са 152.4мм цеви-хаубица и користити се за пробијање непријатељске одбране у офанзивним операцијама планираним за 1942-1943. Ово је довело до развоја Објект 236 возила, а на крају СУ-152, на чијем се концепту даље развио ИСУ-152.
ИСУ-152 је пратио исти дизајн као други совјетски самоходни топови, осим модела СУ-76. Потпуно оклопни труп је подељен на два одељка: борбени одељак у коме су били чланови посаде, цев и муниција у предњем делу трупа, и мотора и мењача у задњем делу. Цев је монтирана благо надесно од центра са ограниченим покретањем, од само 12 степени лево и десно. Посада се састоји од 4 или 5 људи смештених у предњем делу трупа. Три члана посаде били су лево од цеви, возач на фронталном делу, а затим митраљезац и на послетку пунилац топа.
Суспензија се састојала од дванаест торзионих шипки за шест точкова на обе стране. Погонски ланчаници били су на задњем, а предњи статични су идентични са путним точковима. Свака гусеница је била састављена од 90 карика. Било је три унутрашња резервоара за гориво, два у области посаде и један у моторном делу. Они су обично допуњивани са четири неповезана спољна резервоара за гориво. Струја од 12 и 24 волта, долазила је из генератора снаге један киловат, који је пунио четири акумулаторске батерије.
За посматрања из унутрашњости, сви кровни отвори имали су перископе, као и перископе за нишањење: СТ-10 (СТ-10) и панорамски. За комуникацију међу посадом користила се опрема ТПУ-бисФ, а за комуникацију међу возилима, користиле су се 10Р или 10РК радио уређаји. То су били једне од бољих совјетских радио уређаја, али и даље инфериорни у односу на немачку опрему.
Посада је била наоружана ППШ-41(познатије као пепешка) са задужених 1491 метака и 20 Ф1 граната граната за блиску борбу(самоодбрану од пешадије).
ИСУ-152 био наоружан са истом цеви као СУ-152. И користио је труп од ИС уместо КВ-1С.
Између децембра 1943. и маја 1945., 1,885 ИСУ-152 јединица је било изграђено. Масовна производња је престала 1947., са укупно 3.242 возила произведених.

## Оперативна историја
ИСУ-152 обележава свој почетак 24. јануара 1943. То је био тренутак појаве првог борбеног возила ове породице. Додељено му је име Објект 236 (Объект 236), користећи исти концепт као SU-152. Објект 236 је завршен у фабрици под именом бр. 100 у Челябинск, а истог дана, 24. јануар, прошла тестирања на Чебаркулски артиљеријском опсегу, 107 km од града Челябинск. До 7. фебруара, 1943. тестирања су завршена, и прошла врло успешно. Дана 14. фебруара возило је усвојено и стављено на производњу под ознаком КВ-14 (КВ-14). У априлу 1943. наређено је да се КВ-14 преименује у СУ-152 (СУ-152). Временом, борбени учинак СУ-152, базиран на основу КВ-1С тенка, захтевао је потребну модернизацију возила, користећи нови ИС (Јосиф Стаљин) тенк. 25. маја 1943., недуго након пуштања у погон, управа Фабрике бр. 100, наредила је почетак модернизације СУ-152, који је укључио повећање заштите оклопа и других побољшања. Развој је почео у јулу 1943., под надзором Котин, Жозеф Яковлевич-а (главног пројектанта совјетских тешких тенкова) и Г. Н. Москвин-а као главног дизајнера, а за око месец дана прва модернизована варијанта била је спремна. Означен је као ИС-152 (ИС-152). Прошао је фабрика тестирања у септембру 1943., откривајући велики број различитих недостатака, који су га послали назад на даље унапређење. У октобру 1943., друга (другачија) модернизована варијанта била је спремна, означена као Објект 241 (Объект 241). Био је побољшан у односу на ИС-152, те је Фабрика почела тестирања истог месеца, затим су кренула тестирања на Гороховетски тестном опсегу. 6. новембра 1943. године, налог је издат за доношење ове варијанте, под називом ИСУ-152 (ИСУ-152), а у децембру његова производња је почела у Челябинск Кировский фабрици, заменивши СУ-152.

## Варијанте
- ИСУ-152 (основни)
- ИСУ-152-2
- Објект 704
- ИСУ-152К
- ИСУ-152М

## Корисници
- Совјетски Савез
- Пољска
- Кина
- Чехословачка
- Северна Кореја
- Египат
- СФРЈ